# Lone Cypress
Le Lone Cypress est un arbre remarquable de Pebble Beach, dans le comté de Monterey, en Californie, aux États-Unis. Situé sur un éperon rocheux de la côte sud-ouest de la péninsule de Monterey, ce cyprès de Lambert est un symbole de cette région. Il est par exemple représenté dans le logo de Pebble Beach Resorts, le groupe hôtelier qui gère notamment le Pebble Beach Golf Links et le Lodge at Pebble Beach.

## Au cinéma
Dans Sueurs froides (Alfred Hitchcock, 1958) la célèbre scène du baiser entre Kim Novack et James Stewart se passe à côté d'un cyprès, qui bien que faux et fabriqué pour le tournage, reproduit le Lone Cypress.